# Anneke Peters
Anneke Peters is een Nederlands marathonschaatsster en langebaanschaatsster. 
In 2015 nam Peters deel aan de NK Afstanden op het onderdeel massastart. 

## Records

### Persoonlijke records[2]
| Afstand    | Tijd    | Datum            | Baan       |
| ---------- | ------- | ---------------- | ---------- |
| 500 meter  | 46,21   | 16 januari 2005  | Nijmegen   |
| 1000 meter | 1.31,85 | 11 februari 2006 | Nijmegen   |
| 1500 meter | 2.25,38 | 29 oktober 2005  | De Scheg   |
| 3000 meter | 5.02,28 | 15 januari 2006  | Heerenveen |